# Finale de la Coupe des clubs champions européens 1979-1980
La finale de la Coupe des clubs champions européens 1979-1980 voit l'équipe anglaise de Nottingham Forest soulever une deuxième fois consécutive le trophée, en disposant du club allemand du Hambourg SV sur le score de 1-0.

## Parcours des finalistes
Note : dans les résultats ci-dessous, le score du finaliste est toujours donné en premier (D : domicile ; E : extérieur).
| Nottingham Forest | Nottingham Forest | Nottingham Forest | Nottingham Forest |                     | Hambourg SV     | Hambourg SV | Hambourg SV | Hambourg SV | Hambourg SV |
| ----------------- | ----------------- | ----------------- | ----------------- | ------------------- | --------------- | ----------- | ----------- | ----------- | ----------- |
| Adversaire        | Total             | Aller             | Retour            | Tour                | Adversaire      | Total       | Aller       | Retour      |             |
| Östers IF         | 3 - 1             | 2 - 0 (D)         | 1 - 1 (E)         | Seizièmes de finale | Valur Reykjavik | 5 - 1       | 3 - 0 (E)   | 2 - 1 (D)   |             |
| Argeș Pitești     | 4 - 1             | 2 - 0 (D)         | 2 - 1 (E)         | Huitièmes de finale | Dinamo Tbilissi | 6 - 3       | 3 - 1 (D)   | 3 - 2 (E)   |             |
| BFC Dynamo        | 3 - 2             | 0 - 1 (D)         | 3 - 1 (E)         | Quarts de finale    | Hajduk Split    | 3E - 3      | 1 - 0 (D)   | 2 - 3 (E)   |             |
| Ajax Amsterdam    | 2 - 1             | 2 - 0 (D)         | 0 - 1 (E)         | Demi-finales        | Real Madrid     | 5 - 3       | 0 - 2 (E)   | 5 - 1 (D)   |             |

## Feuille de match
| 28 mai 1980  | Nottingham Forest | 1 – 0 | Hambourg SV | Stade Santiago Bernabéu, Madrid                  |                                                  |
| 20 h 30 CEST | Robertson 20e     |       |             | Spectateurs : 51 000 Arbitrage : António Garrido | Spectateurs : 51 000 Arbitrage : António Garrido |
| 20 h 30 CEST | Rapport           |       |             | Spectateurs : 51 000 Arbitrage : António Garrido | Spectateurs : 51 000 Arbitrage : António Garrido |

| Nottingham Forest | Hambourg |

|               |    |                  |     |     |
|               |    |                  |     |     |
| G             | 1  | Peter Shilton    |     |     |
| DD            | 2  | Viv Anderson     |     |     |
| DG            | 3  | Frank Gray       |     | 78e |
| MDC           | 4  | John McGovern    |     |     |
| DC            | 5  | Larry Lloyd      |     |     |
| DC            | 6  | Kenny Burns      | 21e |     |
| MD            | 7  | Martin O'Neill   |     |     |
| MC            | 8  | Ian Bowyer       |     |     |
| ATT           | 9  | Garry Birtles    |     |     |
| MC            | 10 | Gary Mills       |     | 67e |
| MG            | 11 | John Robertson   |     |     |
| Remplaçants : |    |                  |     |     |
| M             | 12 | John O'Hare      |     | 67e |
| M             | 15 | Bryn Gunn        |     | 78e |
| G             |    | Jimmy Montgomery |     |     |
| D             |    | David Needham    |     |     |
| Entraineur :  |    |                  |     |     |
| Brian Clough  |    |                  |     |     |

|               |    |                   |     |     |
|               |    |                   |     |     |
| G             | 1  | Rudolf Kargus     |     |     |
| DD            | 2  | Manfred Kaltz     |     |     |
| DC            | 3  | Peter Nogly       | 72e |     |
| DC            | 4  | Ditmar Jakobs     |     |     |
| DC            | 5  | Ivan Buljan       |     |     |
| MC            | 6  | Holger Hieronymus |     | 46e |
| MOC           | 7  | Kevin Keegan      |     |     |
| MG            | 8  | Caspar Memering   |     |     |
| ATT           | 9  | Jürgen Milewski   |     |     |
| MC            | 10 | Felix Magath      |     |     |
| ATT           | 11 | Willi Reimann     |     |     |
| Remplaçants : |    |                   |     |     |
| M             | 14 | Horst Hrubesch    |     | 46e |
| Entraineur :  |    |                   |     |     |
| Branko Zebec  |    |                   |     |     |